# Grimoaldo Alferanite
Grimoaldo Alferanite, o degli Alfaraniti (... – 1132 circa), principe di Bari, che governò dal 1119 al 1132.

## Biografia
Grimoaldo figlio di Guaranga, proveniva da una famiglia barese di origine longobarda.
Fu a capo di alcuni nobili baresi vicini all'arcivescovo Risone. Nei disordini che seguirono all'assassinio di Risone da parte di Argirizzo, nel 1119 ne approfittò e prese il potere nella città proclamandosi "signore" o "principe" di Bari. Il suo dominio rientrava nei territori del principe di Taranto Boemondo II, sotto la reggenza della madre Costanza. La reggente Costanza venne fatta prigioniera da Grimoaldo e dal conte Alessandro di Conversano a Giovinazzo. Fu liberata per l'intervento di papa Callisto II, ma costretta a cedere il territorio barese in favore dell'Alferanite.
Nel maggio 1122 stipulò dei trattati commerciali con Venezia.
Nel 1127 muore Guglielmo II di Puglia senza eredi, lasciando aperto il problema della successione nel ducato di Puglia; gli succede il cugino. Nel mese di novembre Grimoaldo si schiera con altri baroni in una lega capeggiata da papa Onorio II, contro Ruggero II di Sicilia che pretendeva il trono. Tuttavia questa coalizione fallì miseramente e nell'agosto 1128 il Papa fu costretto dalla superiorità militare a nominare nella città di Benevento Ruggero II duca di Puglia.
Il principe di Bari, insieme a Tancredi di Conversano gli rimase ostile e con lui, nel dicembre 1128 espugnò Brindisi. Nell'agosto del 1129 Grimoaldo riconobbe Ruggero II come sovrano e gli viene riconosciuto il titolo di principe -L'antipapa Anacleto II permise il 5 novembre 1130 all'arcivescovo di Bari di concedere a Grimoaldo e ai suoi figli l'unzione principesca-; ma già nel settembre 1131 si ribellò all'autorità del re insieme a Tancredi di Conversano, Roberto di Capua e Rainulfo di Alife. I ribelli pugliesi furono sconfitti da Ruggero e Bari si arrese nel giugno 1132 dopo un lungo assedio per mare e per terra; sconfitto, Grimoaldo fu mandato incarcerato in Sicilia con moglie e figli. Forse morì nelle carceri reali di Palermo.